# Classe Finik
 (décembre 2018).
Si vous disposez d'ouvrages ou d'articles de référence ou si vous connaissez des sites web de qualité traitant du thème abordé ici, merci de compléter l'article en donnant les références utiles à sa vérifiabilité et en les liant à la section « Notes et références ».
La Classe Finik  est une classe de bâtiment hydrographique, surtout côtier, russe.

## Bateaux
Il reste en service une vingtaine d'unités.
Flotte de la Mer Noire:
- GS 86
- GS 402

Flotte de la Baltique:
- GS 270
- GS 388
- GS 399
- GS 400
- GS 403

Flotte du Nord:
- GS 87
- GS 278
- GS 297
- GS 392
- GS 405

Flotte du Pacifique:
- GS 47
- GS 84
- GS 272
- GS 296
- GS 397
- GS 404

Flottille de la Caspienne
- GS 301 Anatoly Guzhvin

Une unité de la Mer Noire a été convertie en 2000 en transport de munitions, son nom actuel est VTR 75.

## Galerie

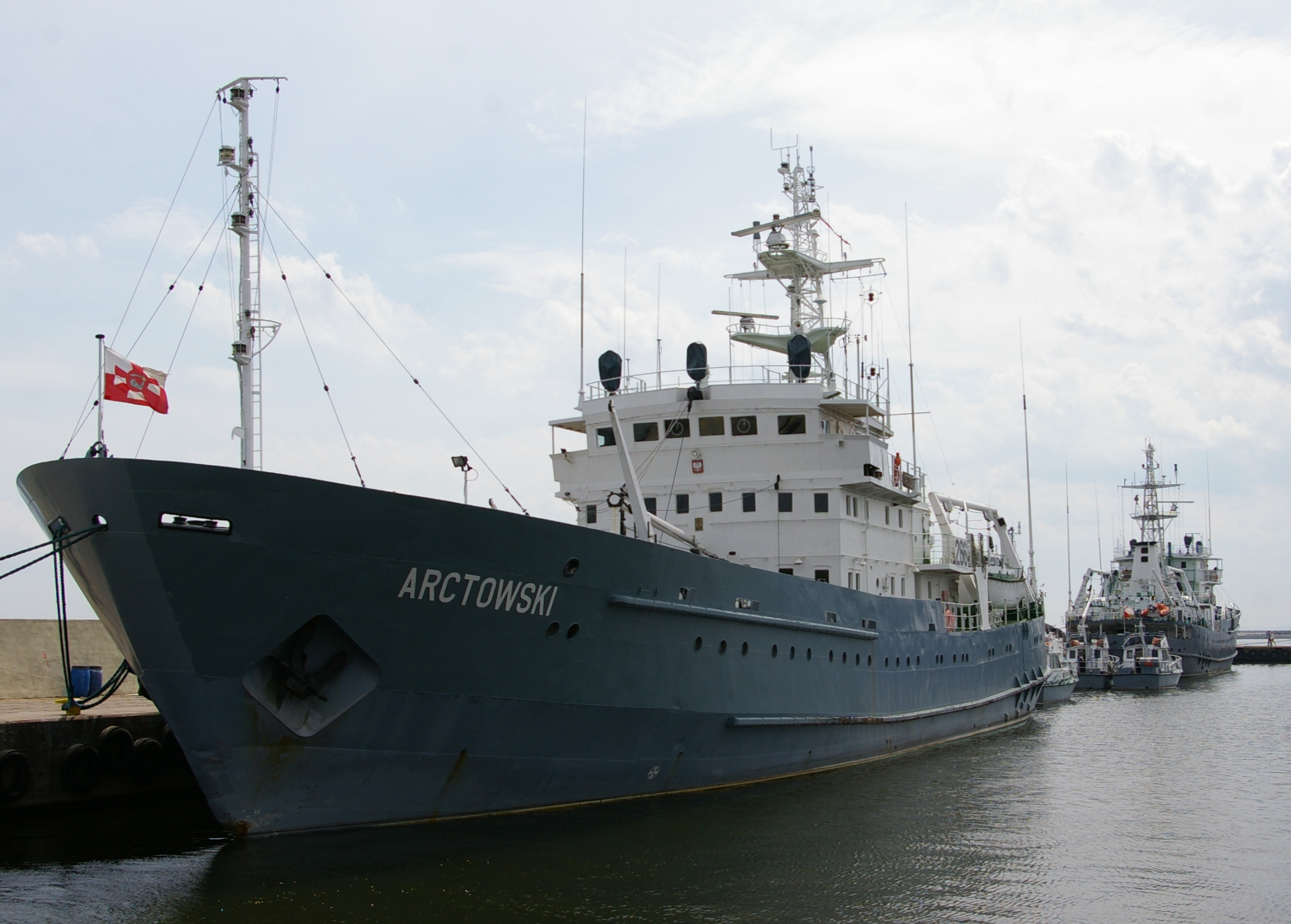
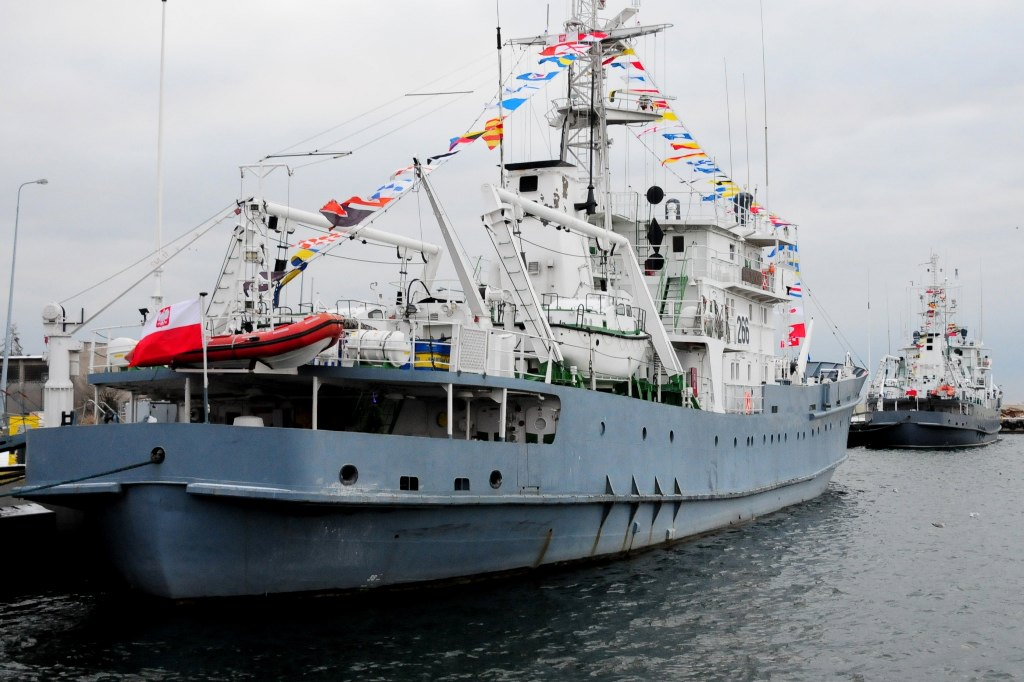